# イーニアス・マッケンジー
イーニアス・マッケンジー（Aeneas MacKenzie、1889年8月15日 - 1962年6月2日）は、スコットランドの脚本家。

## 作品
- 十戒
- ハルコア号の冒険
- すべての旗に背いて
- 黒騎士
- 盗賊王子
- 秘密指令（恐怖時代）
- 海賊バラクーダ
- バターンを奪回せよ
- 血戦奇襲部隊
- 西部の王者
- Ｕボート撃滅
- 壮烈第七騎兵隊